# Riccardo Montolivo
Riccardo Montolivo (* 18. Januar 1985 in Caravaggio) ist ein ehemaliger italienischer Fußballspieler. Er stand von 2012 bis 2019 bei der AC Mailand unter Vertrag.

## Karriere

### Verein
Von seinem 15. bis 18. Lebensjahr spielte Montolivo in der Jugend von Atalanta Bergamo. In der Saison 2003/04 lief er für die erste Mannschaft in der Serie B und in der Folgesaison in der Serie A auf. Sein Debüt gab er am 12. September 2004 (1. Spieltag) beim 2:2 im Heimspiel gegen die US Lecce; sein erstes Tor erzielte er am 23. Oktober 2004 (7. Spieltag) beim 2:2 im Heimspiel gegen Cagliari Calcio.
Mit Saisonbeginn 2005/06 wechselte Montolivo zum Ligakonkurrenten AC Florenz und absolvierte zwei Spielzeiten u. a. an der Seite von Luca Toni. Später wurde er Mannschaftskapitän.
Zur Saison 2012/13 verpflichtete die AC Mailand Montolivo ablösefrei. Er unterschrieb bis zum 30. Juni 2016 gültigen Vertrag. Zur Saison 2013/14 übernahm er die Kapitänsbinde vom zum AC Florenz gewechselten Massimo Ambrosini. Im Juli 2019 verließ er nach sieben Jahren den Verein ablösefrei. Im November desselben Jahres verkündete er dann das Ende seiner Karriere.

### Nationalmannschaft
Nachdem Montolivo für die U15-, U18-, U19- und U21-Nationalmannschaft zu Einsätzen gekommen war, debütierte er am 17. Oktober 2007 unter Trainer Roberto Donadoni in der A-Nationalmannschaft, die in Siena ein Freundschaftsspiel gegen die südafrikanische Auswahl mit 2:0 gewann. Sein erstes Tor erzielte er am 10. August 2011 in Bari beim 2:1-Sieg im Testspiel gegen Spanien.
Montolivo nahm am olympischen Fußballturnier in Peking teil, kam viermal – einschließlich des mit 2:3 verlorenen Viertelfinales gegen die belgische Auswahl – zum Einsatz und erzielte im zweiten Gruppenspiel gegen Südkorea den Treffer zum 3:0-Endstand. Des Weiteren spielte er 2009 dreimal im Rahmen des Konföderationen-Pokals und bestritt das Jahr darauf auch die drei Gruppenspiele der Weltmeisterschaft 2010 in Südafrika, bei der er mit der Nationalmannschaft unter Marcello Lippi nach der Gruppenphase als Tabellenletzter aus dem Turnier schied. Montolivo war 2012 auch bei der Europameisterschaft 2012 dabei und erreichte mit dieser das Endspiel, nachdem man in der Gruppenphase den zweiten Platz hinter Spanien belegt und dann sich im Viertelfinale gegen England und im Halbfinale gegen Deutschland durchgesetzt hatte; im Elfmeterschießen im Viertelfinale verschoss er seinen Strafstoß.
Kurz vor der Weltmeisterschaft 2014 in Brasilien erlitt Montolivo in einem Testspiel gegen Irland bei einem Zweikampf mit Alex Pearce einen Schienbeinbruch. Damit fiel er für die WM aus. Seit dieser Verletzung konnte Montolivo nicht mehr auf sein altes Niveau zurückfinden und wurde zwar immer wieder nominiert, kam jedoch nur unregelmäßig zum Einsatz. Sein letztes Länderspiel absolvierte er am 5. September 2017 gegen Israel.

## Erfolge
Nationalmannschaft
- Vize-Europameister: 2012
- Dritter des Confed-Cups: 2013

AC Mailand
- Italienischer Supercup: 2016

Persönliche Auszeichnungen
- Italiens Nachwuchsspieler des Jahres: 2007

## Privates
Montolivos Mutter stammt aus Ascheberg in Schleswig-Holstein, weshalb er Deutsch spricht und die deutsche Staatsangehörigkeit besitzt. In seiner Jugend verbrachte er den Sommer regelmäßig bei seinen Großeltern in Heidkate an der Ostsee. In Italien wird er deshalb auch oft „Il Tedesco“ (der Deutsche) genannt.